# Bayan-chor khan
Bayan-chor khan, né en 713 et décédé en 759, également connu (reconstruit auparavant en Moyun-chur), sous le nom de Moyanchur Khan (chinois : 藥羅葛磨延啜 ; pinyin : Yàolúogě Mòyánchùo) ou encore Ko-lo qaghan fut le khagan fondateur du second Khaganat ouïgour (744 – 848) de 747 à 759.
À sa mort en 759, son fils, Bögü khagan le remplace.
On a retrouvé sa tombe (nommée Moghon Shine Usu par les archéologues) en Mongolie, dans la vallée de l’Orgötü, entre l’Orkhon et la Selenga, avec écriture en vieux turc. Gustaf John Ramstedt qui découvrit sa stèle au début du XXe siècle, fut le premier à la déchiffrer. Celle-ci donne des informations sur le début du khaganat ouïghour, parfois absentes des annales chinoises. Son nom officiel était Tengrida Bolmish (vieux turc : 𐱅𐰭𐰼𐰃𐰓𐰀: 𐰉𐰆𐰞𐰢𐱁) et El Etmish Bilge Qaghan (𐰠𐱅𐰢𐰾𐰠𐰏𐰀: 𐰴𐰍𐰣).